# Тараскон-сюр-Арьеж
Тараско́н-сюр-Арье́ж (фр. Tarascon-sur-Ariège) — коммуна во Франции, находится в регионе Юг — Пиренеи. Департамент коммуны — Арьеж. Административный центр кантона Тараскон-сюр-Арьеж. Округ коммуны — Фуа.
Код INSEE коммуны — 09306.

## Население
Население коммуны на 2008 год составляло 3495 человек.
| 1962 | 1968 | 1975 | 1982 | 1990 | 1999 | 2008 |
| ---- | ---- | ---- | ---- | ---- | ---- | ---- |
| 3759 | 3952 | 4197 | 3916 | 3533 | 3446 | 3495 |

## Климат
В Тарасконе горный климат. Лето мягкое со средней максимальной температурой около 25 °C, иногда холодные зимы со средней минимальной температурой −6 °C. Частые осадки в течение всего года, в период между ноябрем и апрелем возможен снег. В горных долинах регулярно бывают штормы.

## Экономика
Тараскон-сюр-Арьеж — промышленный центр.
В 2007 году среди 2150 человек в трудоспособном возрасте (15—64 лет) 1386 были экономически активными, 764 — неактивными (показатель активности — 64,5 %, в 1999 году было 62,7 %). Из 1386 активных работали 1188 человек (679 мужчин и 509 женщин), безработных было 198 (93 мужчины и 105 женщин). Среди 764 неактивных 180 человек были учащимися или студентами, 217 — пенсионерами, 367 были неактивными по другим причинам.

## Достопримечательности
- Замок Лакомб
- Часовня Нотр-Дам-де-Сабар
- Церковь Сент-Кетри
- Церковь Нотр-Дам-де-ла-Дорад
- Пещера Ломбрив
- Пиренейский парк доисторического искусства
- Башня Кастелла
- Башня Сен-Мишель
- Фортификационные укрепления
- Большая арка

## Города-побратимы
- Берга (Испания)
- Монсан (Португалия)
- Морсано-аль-Тальяменто (Италия)

## Фотогалерея

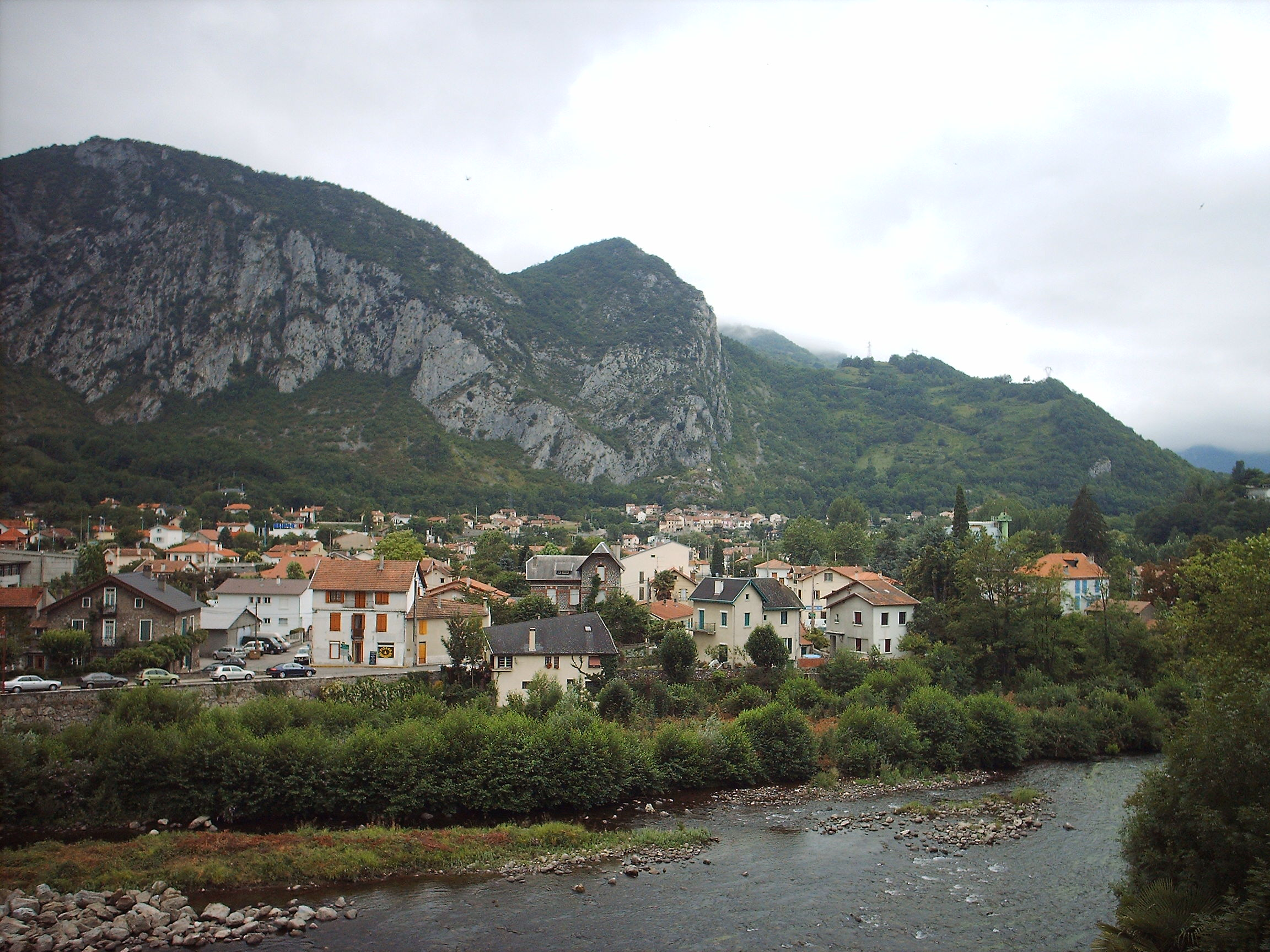
Тараскон-сюр-Арьеж
Башня Кастелла
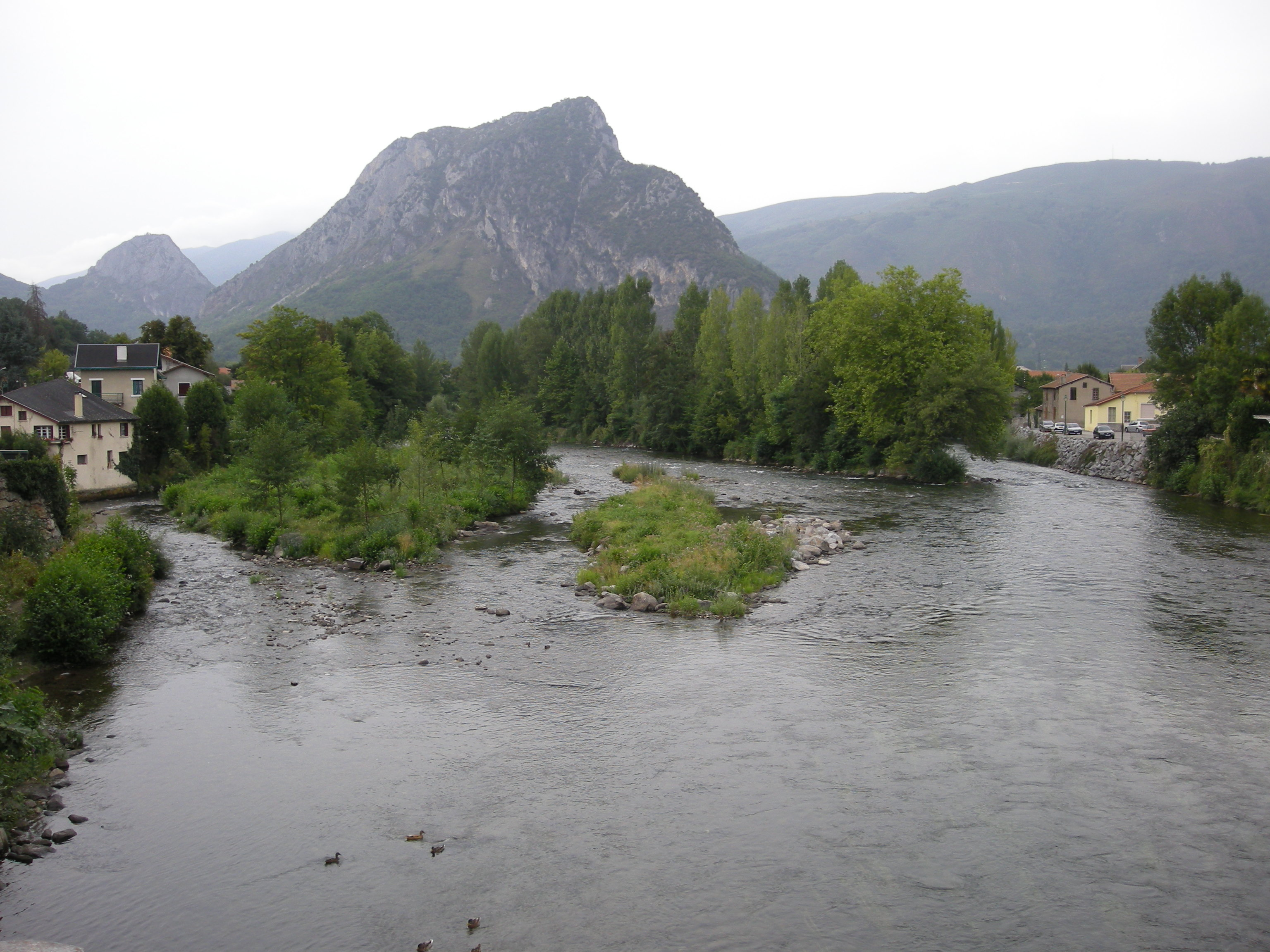